# Liste der Kulturgüter in Trachselwald
Die Liste der Kulturgüter in Trachselwald enthält alle Objekte in der Gemeinde Trachselwald im Kanton Bern, die gemäss der Haager Konvention zum Schutz von Kulturgut bei bewaffneten Konflikten, dem Bundesgesetz vom 20. Juni 2014 über den Schutz der Kulturgüter bei bewaffneten Konflikten sowie der Verordnung vom 29. Oktober 2014 über den Schutz der Kulturgüter bei bewaffneten Konflikten unter Schutz stehen.
Objekte der Kategorie A und B sind vollständig in der Liste enthalten, Objekte der Kategorie C fehlen zurzeit (Stand: 23. April 2024). Unter übrige Baudenkmäler sind geschützte Objekte zu finden, die im Bauinventar des Kantons Bern als «schützenswert» verzeichnet sind.

## Kulturgüter
| Foto |                                                              | Objekt                       | Kat. | Typ | Standort                  | Beschreibung |
| ---- | ------------------------------------------------------------ | ---------------------------- | ---- | --- | ------------------------- | --- |
| ja   | Datei hochladen · Wikidata zu Kirche (Q1742738)              | Kirche KGS-Nr.: 01281        | A    | G   | Dorf 4 622740 / 207320    | 1685/86 durch Abraham Dünz erbautes Kirchgebäude im Barockstil, der das Dorfbild wesentlich prägt. Predigtsaal mit dreiseitigem Chorschluss und grossen Rundbogenfenstern, das Kirchenschiff und der Chor sind unter einem Gerschild-Dach zusammengefasst. Der Turm war 1464 an das romanischen Vorgängergebäude angebaut worden, mit einem Aufbau von 1786.                                                                                                |
| ja   | Datei hochladen · Wikidata zu Schloss Trachselwald (Q547064) | Schloss KGS-Nr.: 01283       | A    | G   | Schloss 8 623056 / 207430 | Bis in die zweite Hälfte des 12. Jahrhunderts zurückreichendes Schloss; diente von 1408 bis 1798 als Landvogteisitz. Imposante Anlage in ellipsenförmiger, grösstenteils überbauter Ringmauer, deren Ostabschnitt mit dem rekonstruierten Wehrgang noch frei steht. Dominierend sind der mit Tuffquadern verkleidete Bergfried und der Palas unter mächtigem Walmdach. Hinzu kommen um den Innenhof gruppierte Trakte aus dem 16., 17. und 20. Jahrhundert. |
| ja   | Datei hochladen · Wikidata zu Gasthof Tanne (Q29675519)      | Gasthof Tanne KGS-Nr.: 09226 | B    | G   | Dorf 5 622793 / 207351    | Der 1903 wiederaufgebaute und formal am Vorgängerbau von 1757 orientierte Gasthof ist ein mächtiger Ständerbau. Im Original erhalten geblieben ist das Wirtshausschild. Die mit Heimatstil-Motiven bemalte Hauptfront ist nordwärts der Dorfgasse zugewandt, die Westfassade besitzt einen breiten Balkon und eine Ründe. Ostseitig schliesst der ehemalige Ökonomieteil an.                                                                                |

## Übrige Baudenkmäler
Hinweis: Anstelle der KGS-Nummer wird als Objekt-Identifikator (ID) die Grundstücksnummer verwendet.
| ID  | Foto |                                                                | Objekt                                               | Typ | Standort                                             | Beschreibung |
| --- | ---- | -------------------------------------------------------------- | ---------------------------------------------------- | --- | ---------------------------------------------------- | ------------ |
| 36  | BW   | Datei hochladen                                                | Speicher (1872)                                      | G   | Sunnberg 154a 628068 / 205505                        |              |
| 46  | BW   | Datei hochladen                                                | Doppelspeicher (1662)                                | G   | Heimisbach, Chramershus 58a 624462 / 206878          |              |
| 64  | BW   | Datei hochladen                                                | Speicher (1773)                                      | G   | Heimisbach, Fälbe 83a 625016 / 204997                |              |
| 67  | BW   | Datei hochladen                                                | Bauernhaus Dosel (frühes 18. Jh.)                    | G   | St. Oswald 152 627458 / 205262                       |              |
| 78  | BW   | Datei hochladen                                                | Bauernhaus (1826)                                    | G   | Heimisbach, Ober-Rotebüel 106 626198 / 205333        |              |
| 98  | BW   | Datei hochladen                                                | Ehemalige Alphütte (1777)                            | G   | Heimisbach, Zuguet 172 628023 / 207157               |              |
| 101 | ja   | Datei hochladen · Wikidata zu Pfarrhaus (1752/53) (Q116762642) | Pfarrhaus (1752/53)                                  | G   | Dorf 9 622928 / 207344                               |              |
| 102 | BW   | Datei hochladen                                                | Ehemalige Landschreiberei (1614)                     | G   | Dorf 3 622726 / 207371                               |              |
| 104 | BW   | Datei hochladen                                                | Gartenpavillon (1726/27)                             | G   | Schloss 8a 623051 / 207388                           |              |
| 108 | BW   | Datei hochladen                                                | Bauernhaus (1825)                                    | G   | Heimisbach, Burzebüel 26 623725 / 205929             |              |
| 108 | BW   | Datei hochladen                                                | Speicher (1727)                                      | G   | Heimisbach, Burzebüel 26a 623687 / 205926            |              |
| 114 | BW   | Datei hochladen                                                | Speicher (1660)                                      | G   | Heimisbach, Äbnit 46a 624254 / 206470                |              |
| 134 | BW   | Datei hochladen                                                | Speicher (1748)                                      | G   | Heimisbach, Binzgrabe 112a 625444 / 206784           |              |
| 148 | BW   | Datei hochladen                                                | Speicher (1684)                                      | G   | Heimisbach, Chramershus 56b 624385 / 206835          |              |
| 165 | ja   | Datei hochladen                                                | Krämerhaus (1770)                                    | G   | Dorf 4a 622752 / 207363                              |              |
| 172 | BW   | Datei hochladen                                                | Wohnstock (1805)                                     | G   | Dorf 6c 622807 / 207380                              |              |
| 183 | BW   | Datei hochladen                                                | Ehemaliges Schulhaus (1828)                          | G   | Heimisbach, Altes Schulhaus Thal 126 625896 / 207549 |              |
| 187 | BW   | Datei hochladen                                                | Primarschulhaus (1927)                               | G   | Heimisbach, Chramershus 55 624434 / 206796           |              |
| 193 | ja   | Datei hochladen                                                | Bauernhaus (1740)                                    | G   | Dorf 4c 622702 / 207354                              |              |
| 193 | BW   | Datei hochladen                                                | Speicher (um 1700)                                   | G   | Dorf 4d 622674 / 207380                              |              |
| 195 | BW   | Datei hochladen                                                | Speicher (1840)                                      | G   | Heimisbach, Vorderbach 144a 627249 / 206513          |              |
| 204 | BW   | Datei hochladen                                                | Speicher (1677)                                      | G   | Heimisbach, Gruebweidli 74a 624924 / 205987          |              |
| 210 | BW   | Datei hochladen                                                | Speicher (frühes 19. Jh.)                            | G   | Heimisbach, Sparenegg 170a 628426 / 206857           |              |
| 213 | BW   | Datei hochladen                                                | Bauernhaus (1871)                                    | G   | Heimisbach, Geilisguet 84a 625666 / 204609           |              |
| 232 | BW   | Datei hochladen                                                | Wohnhaus mit ehemaliger Sattlerwerkstatt (1910)      | G   | Heimisbach, Thal 127a 625845 / 207587                |              |
| 243 | BW   | Datei hochladen                                                | Speicher (1659)                                      | G   | Heimisbach, Hinder-Liechtguet 197b 627450 / 207720   |              |
| 268 | BW   | Datei hochladen                                                | Bauernhaus (spätes 17. Jh.)                          | G   | Heimisbach, Äsch 193 626876 / 207771                 |              |
| 268 | BW   | Datei hochladen                                                | Speicher (1750)                                      | G   | Heimisbach, Äsch 193c 626859 / 207742                |              |
| 300 | BW   | Datei hochladen                                                | Speicher (1767)                                      | G   | Heimisbach, Rötlisberg 130d 625912 / 206924          |              |
| 323 | BW   | Datei hochladen                                                | Ehemaliges Bauernhaus (2. Hälfte 17. Jh.)            | G   | Heimisbach, Vorder-Giselguet 146 627126 / 206341     |              |
| 334 | BW   | Datei hochladen                                                | Bauernhaus (1825)                                    | G   | Heimisbach, Bodehüsli 177 627695 / 206941            |              |
| 335 | BW   | Datei hochladen                                                | Bauernhaus (1845)                                    | G   | Heimisbach, Tanndlibode 168 628612 / 206111          |              |
| 339 | BW   | Datei hochladen                                                | Speicher (2. Hälfte 17. Jh.)                         | G   | Dorf 5a 622757 / 207340                              |              |
| 346 | BW   | Datei hochladen                                                | Ehemaliges Ofen- und Waschhaus (um 1800)             | G   | Dorf 4b 622747 / 207348                              |              |
| 356 | BW   | Datei hochladen                                                | Bauernhaus (1778)                                    | G   | Heimisbach, Vorder-Liechtguet 196 627120 / 207734    |              |
| 356 | BW   | Datei hochladen                                                | Speicher (2. Hälfte 17. Jh.)                         | G   | Heimisbach, Vorder-Liechtguet 196b 627134 / 207753   |              |
| 385 | BW   | Datei hochladen                                                | Speicher (3. Viertel 18. Jh.)                        | G   | Heimisbach, Under-Rotebüel 109a 626055 / 205848      |              |
| 388 | BW   | Datei hochladen                                                | Feldstall (1786/87)                                  | G   | Heimisbach, Schürmatt 104b 626633 / 205331           |              |
| 389 | BW   | Datei hochladen                                                | Doppelspeicher (1699)                                | G   | Heimisbach, Ober-Rotebüel 104a 626167 / 205252       |              |
| 392 | BW   | Datei hochladen                                                | Speicher (1. Hälfte 19. Jh.)                         | G   | Heimisbach, Sürisguet 99a 625463 / 205225            |              |
| 407 | BW   | Datei hochladen                                                | Bauernhaus (1580)                                    | G   | Heimisbach, Holzmatt 148 627338 / 206128             |              |
| 425 | BW   | Datei hochladen                                                | Bauernhaus (1811)                                    | G   | Heimisbach, Äbnit 45 624263 / 206525                 |              |
| 427 | BW   | Datei hochladen                                                | Bauernhaus (1888/89)                                 | G   | Heimisbach, Chramershus 57 624417 / 206948           |              |
| 464 | BW   | Datei hochladen                                                | Bauernhaus (1878)                                    | G   | Heimisbach, Vorderholz 131 626543 / 206417           |              |
| 466 | BW   | Datei hochladen                                                | Bauernhaus (1. Hälfte 18. Jh.)                       | G   | Heimisbach, Hinderholz 132 626598 / 206151           |              |
| 466 | BW   | Datei hochladen                                                | Speicher (1749)                                      | G   | Heimisbach, Hinderholz 132b 626623 / 206179          |              |
| 467 | BW   | Datei hochladen                                                | Speicher (1871)                                      | G   | Heimisbach, Liechtguetbach 209a 626999 / 208013      |              |
| 487 | BW   | Datei hochladen                                                | Speicher (1773)                                      | G   | Heimisbach, Neuhus 22b 623338 / 206081               |              |
| 488 | BW   | Datei hochladen                                                | Doppelspeicher (frühes 18. Jh.)                      | G   | Heimisbach, Schmalenegg 116b 625144 / 207211         |              |
| 499 | BW   | Datei hochladen                                                | Bauernhaus (1821)                                    | G   | Heimisbach, Thal 120 625739 / 207688                 |              |
| 504 | BW   | Datei hochladen                                                | Bauernhaus (1780)                                    | G   | Heimisbach, Ober-Rotebüel 105 626208 / 205278        |              |
| 512 | BW   | Datei hochladen                                                | Bauernhaus (2. Hälfte 18. Jh.)                       | G   | Heimisbach, Oberholz 133 626842 / 206021             |              |
| 512 | BW   | Datei hochladen                                                | Speicher (Ende 18. Jh.)                              | G   | Heimisbach, Oberholz 133b 626823 / 206002            |              |
| 518 | BW   | Datei hochladen                                                | Bauernhaus (um 1840)                                 | G   | Heimisbach, Twiri 203 626279 / 208325                |              |
| 522 | BW   | Datei hochladen                                                | Speicher (1694)                                      | G   | Heimisbach, Mistebüel 187d 626468 / 206890           |              |
| 531 | BW   | Datei hochladen                                                | Bauernhaus (um 1780)                                 | G   | Heimisbach, Äsch 194 626933 / 207760                 |              |
| 531 | BW   | Datei hochladen                                                | Speicher (1. Hälfte 18. Jh.)                         | G   | Äsch 194e 626904 / 207745                            |              |
| 532 | BW   | Datei hochladen                                                | Gasthof zum Bären (1845)                             | G   | Heimisbach, Stäckshus 33 623538 / 206184             |              |
| 596 | BW   | Datei hochladen                                                | Tankstelle / ehemalige Schmiede (1. Viertel 19. Jh.) | G   | Heimisbach, Thal 124 625881 / 207586                 |              |
| 655 | BW   | Datei hochladen                                                | Feldstall (1698)                                     | G   | Turni 18b 623271 / 206706                            |              |
| 747 | BW   | Datei hochladen                                                | Speicher (1662)                                      | G   | Heimisbach, Vorderholz 131d 626527 / 206382          |              |
| 789 | BW   | Datei hochladen                                                | Scheune (1747/48)                                    | G   | Schlossguet 8c 623004 / 207491                       |              |
| 809 | BW   | Datei hochladen                                                | Mehrzweckgebäude (1875)                              | G   | Heimisbach, Mittlerbach 161a 627555 / 206380         |              |